# Aífe

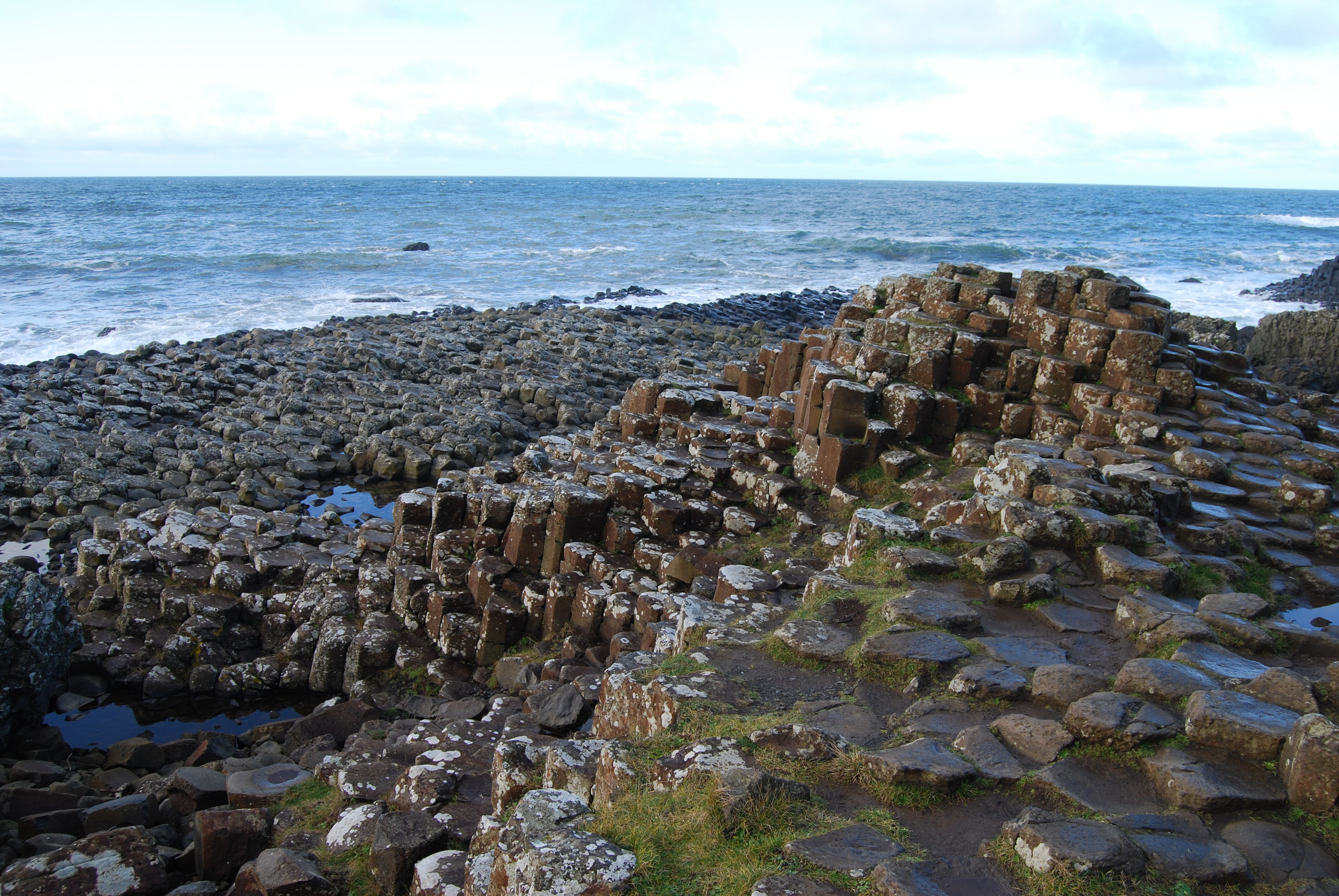
Irský útes

Aífe je postava z Ulsterského cyklu Irské mytologie.Objevuje se i v ságách Tochmarc Emire, žije na východě země nazývající se Alpi, kde válčila se svou sestrou Scáthach, která byla učitelkou a také cvičitelkou v boji největšího hrdiny Irské mytologie Cú Chulainny.
Cú Chalainny také vedl boje s Aífe, několikrát Aífe porazil, Scáthach mu proto přichystala uspávací lektvar, aby ho oslabil a Aífe nezabil. Měl působit 24 hodin, ale fungoval pouze hodinu. Aífe, mezi tím co Cú Chalainny spal, se stihla zotavit. Po probuzení boj nadále pokračoval, Cú Chalainny byl chytrý a věděl, že Aífe měla ze všeho na světě nejraději svého koně a vůz, proto vykřikl, že kůň i s vozem spadl z útesu, když se Aífe otočila Cú Chalainny ji přiložil meč ke krku a slíbil, že ji nazabije pod dvěma podmínkama: když ukončí nepřátelství s Scáthach a Aífe mu porodí syna. Aífe souhlasí.
Cú Chalainny ji však těhotnou opouští. Dává jí zlatý prsten i  pokyn, že až bude dítěti sedm let, musí mu dát prsten a zadat mu úkol, aby našlo svého otce a při hledání nikomu nesmí říct, kdo vlastně je. Aífe se narodí syn Connala. Po dovršení věku sedmi let mu matku vypráví celý příběh i s pokyny jeho otce. Connala si vezme prsten a odchází hledet svého otce. Doslechl se, že se nachází v zemi Ulaid. Když přišel do země spustil alarm. Cú Chulainny, jako mocný bojovník, byl zavolán na pomoc proti cizinci. Otec však svého syny nepoznal. Connala, jak mu bylo zadáno neprozradil kdo vlastně je. Cú Chulainny byl nucen ho zabít. Až poté si všiml zlatého prstenu na prstu. A tak zabil své jediné dítě.